# 多毛光鰓魚
多毛光鰓魚（學名：Chromis dasygenys），又稱多毛光鰓雀鯛，是輻鰭魚綱鱸形目雀鯛科光鰓魚屬的其中一種，分布於西印度洋，已知只來自莫三比克的Delagoa灣到南非德爾班海域，深度2至12公尺，體長可達12公分，棲息在近海礁石區，以浮游生物為食，繁殖期時成對出現，雄魚會守護卵直到孵化，生活習性不明。